# Waterlandse zwaan

Schild met de zwaan.

De Waterlandse zwaan is een zwaan die veelvuldig in lokale wapens in de Noord-Hollandse regio Waterland voorkomt. De zwaan komt in meerdere gemeentelijke wapens, maar ook in meerdere familiewapens voor. In tegenstelling tot de wapenstier is er rond de zwaan geen volksverhaal bekend, waardoor er geen verklaring is voor de herkomst van de zwaan.
De zwaan verscheen niet alleen in de wapens van een aantal gemeentes, maar ook in dat van de Waterlandse Unie, de waterschappen De Waterlanden en een van diens voorgangers Dijkbestuur van Waterland. Ook twee families voerden een zwaan in hun wapen, te weten: de heren van Purmerend en een tak van het geslacht Persijn. De burcht van de familie zou zou ook de naam Swaensborch hebben gehad.
De meeste wapens met een zwaan er in zijn ouder, het wapen van Landsmeer is van voor 1726 toen er een rechthuis met gevelsteen ontworpen werd, alleen het wapen van de gemeente Waterland is relatief nieuw, dat is in 1993 ontworpen.

## Symboliek
De symboliek van de zwaan is wel deels bekend. Zwanen waren gedurende de Middeleeuwen  een statussymbool, hoe meer zwanen iemand had hoe meer status die persoon had. Alleen de adel mocht zwanen houden, zij hadden ook af en toe zwaan op het menu staan. Deze gebruiken hielden in de 17e eeuw op met bestaan.
In vrijwel alle wapens houdt de zwaan in de rechterpoot een bundel van zes tot negen pijlen vast. Deze pijlenbundel symboliseert de negen belangrijkste dorpen en steden in de regio Waterland. Een gevelsteen met dit wapen, om precies te zijn die van de Waterlandse Unie, bevindt zich in het raadhuis van Ransdorp. De zwaan houdt op deze steen een bundel van zes pijlen in zijn rechterpoot. De zes pijlen staan voor: Ransdorp, Zuiderwoude, Landsmeer, Broek in Waterland, Zunderdorp en Schellingwoude. Onder de gevelsteen staat de volgende tekst om de Unie extra te benadrukken: Eendracht doet cleyne saecken bloeyen in macht en oock in welstant groeyen.

## Galerie
De volgende wapens hebben de Waterlandse zwaan op het schild staan:

Het wapen van Broek in Waterland
Het wapen van Buiksloot
Het wapen van Dijkbestuur van Waterland
Het wapen van Landsmeer
Het wapen van Nieuwendam
Het wapen van Ransdorp
Wapen van de gemeente Waterland
Wapen van het waterschap De Waterlanden

De volgende wapens hebben ook een zwaan en zijn al dan niet verbonden met die van Waterland:

Wapen van de gemeente Zwammerdam
Wapen van de gemeente Heist-op-den-Berg
Wapen van de gemeente Zijpe
Wapen van de gemeente Wieringerwaard
Wapen van de gemeente Schellingwoude
Wapen van de gemeente Tongeren

adelaar · Agnus Dei · alliantiewapen · andreaskruis · ankerkruis · armoriaal · baldakijn · barensteel · bezant · Bourgondisch kruis · brisure · cartouche · centaur · cordelière · dekkleed · dorpsvlag · dorpswapen· drieberg · dubbelkoppige adelaar · dwarsbalk · fleur de lis · fleuron · Friese adelaar · gaande leeuw · gecarteleerd · Gelderse leeuw · gepaald · gravenkroon · groot wapen · griffioen · hartschild · helmkroon · helmteken · heraldische kleur · herautstuk · hermelijn · hoed · Hollandse tuin · huismerk · Jeruzalemkruis · karbonkel · keizerskroon · keper · koek · kromstaf · kroon · krukkenkruis · kwartier · kwartileren · kwartierzoom · leeuw · markiezenkroon · merlet · molenijzer · motto · muurkroon · nassaublauw · natuurlijke kleur · Nederlandse leeuw · Nederlandse Maagd · ombrellino · ordeketen · palen · pentagram · pijlenbundel · raadselwapen · raaf · respectant · riddertoernooi · rijksbanier · rijkskleuren · rijksstandaard · rijkswapen · roos · Rudolfinische keizerskroon · Saksenros · Saladins Adelaar · scharlakenrood · schildhoofd · schildhouder · schildvoet · schildzoom · schoof · schuinbalk · schuinstreep sinister · sinister · sleutels van Petrus · socialistische heraldiek · sprekend wapen · stadskleuren · standaard · stedenmaagd · ster · tinctuur · vair · vermeerdering · vlag · vorstenhoed · vrijheidshoed · vrijkwartier · vrouwenwapen · wapen · wapenbelasting · Wapenboek Beyeren · Wapenboek Gelre · wapenbord · wapendiploma · wapendier · wapenkast · wapenkoning · wapenmantel · wapenrecht · wapenrol · wapenstier · wapentent · wassende en afnemende maan · Waterlandse zwaan · Westfriese boomwapens · wildeman · wolfsangel · wrong